# Foxborough (condado de Norfolk, Massachusetts)
Foxborough é um lugar designado pelo censo localizado no condado de Norfolk no estado estadounidense de Massachusetts. No Censo de 2010 tinha uma população de 5.625 habitantes e uma densidade populacional de 743,27 pessoas por km².

## Geografia
Foxborough encontra-se localizado nas coordenadas 42° 03′ 51″ N, 71° 14′ 54″ O. Segundo a Departamento do Censo dos Estados Unidos, Foxborough tem uma superfície total de 7.57 km², da qual 7.45 km² correspondem a terra firme e (1.51%) 0.11 km² é água.

## Demografia
Segundo o censo de 2010, tinha 5.625 pessoas residindo em Foxborough. A densidade populacional era de 743,27 hab./km². Dos 5.625 habitantes, Foxborough estava composto pelo 90.26% brancos, o 2.83% eram afroamericanos, o 0.25% eram amerindios, o 4.11% eram asiáticos, o 0.07% eram insulares do Pacífico, o 1.03% eram de outras raças e o 1.46% pertenciam a duas ou mais raças. Do total da população o 2.36% eram hispanos ou latinos de qualquer raça.